# Chỉ số bầu cử đảng phái của Cook

Bản đồ về tất cả các đơn vị bỏ phiếu trong các cuộc bầu cử tổng thống Mỹ (tiểu bang, khu vực liên bang và một số khu vực quốc hội nhất định) tính theo Cook PVI sau năm 2020. Màu của nó càng đậm thì khuynh hướng đảng phái của nó càng mạnh.

Chỉ số bầu cử đảng phái của Cook (Cook Partisan Voting Index hay viết tắt CPVI) là cách tính một khu quốc hội Mỹ có chiều hướng bầu cử thiên về một đảng chính trị nào đó mạnh như thế nào so với toàn quốc. Nó được Charlie Cook lập ra vào năm 1997 trong Báo cáo Chính trị Cook, một bản tin chính trị không đảng phái hợp tác với Polidata, một hãng phân tích thống kê chính trị.
Chỉ số cho từng khu quốc hội được rút ra bằng cách tính trung bình các kết quả của nó từ hai lần bầu cử Tổng thống Hoa Kỳ trước đây và so sánh chúng với các kết quả toàn quốc. Chỉ số cho thấy ứng cử viên của đảng nào có cơ hội thành công hơn tại khu quốc hội đó cũng như số điểm phần trăm vượt trên con số trung bình toàn quốc. Chỉ số này được xếp đặt theo trình tự là gồm một chữ cái + con số. Thí dụ, tại một khu quốc hội có chỉ số (CPVI) là R+2, các ứng cử viên tổng thống thuộc Đảng Cộng hòa đã từng nhận 2 phần trăm số phiếu nhiều hơn so với trung bình toàn quốc. Tương tự, một điểm số CPVI bằng D+3 cho thấy những ứng cử viên thuộc Đảng Dân chủ đã từng nhận được 3 phần trăm số phiếu nhiều hơn so với trung bình toàn quốc.
| Tiểu bang      | Khu quốc hội | Chỉ số PVI | Đảng trong Quốc hội |
| -------------- | ------------ | ---------- | ------------------- |
| Alabama        | số 1         | R+12       | Cộng hòa            |
| Alabama        | số 2         | R+13       | Dân chủ             |
| Alabama        | số 3         | R+4        | Cộng hòa            |
| Alabama        | số 4         | R+16       | Cộng hòa            |
| Alabama        | số 5         | R+6        | Dân chủ             |
| Alabama        | số 6         | R+25       | Cộng hòa            |
| Alabama        | số 7         | D+17       | Dân chủ             |
| Alaska         | toàn bang    | R+14       | Cộng hòa            |
| Arizona        | số 1         | R+2        | Dân chủ             |
| Arizona        | số 2         | R+9        | Cộng hòa            |
| Arizona        | số 3         | R+6        | Cộng hòa            |
| Arizona        | số 4         | D+14       | Dân chủ             |
| Arizona        | số 5         | R+4        | Dân chủ             |
| Arizona        | số 6         | R+12       | Cộng hòa            |
| Arizona        | số 7         | D+10       | Dân chủ             |
| Arizona        | số 8         | R+1        | Dân chủ             |
| Arkansas       | số 1         | D+1        | Dân chủ             |
| Arkansas       | số 2         | R+0        | Dân chủ             |
| Arkansas       | số 3         | R+11       | Cộng hòa            |
| Arkansas       | số 4         | D+0        | Dân chủ             |
| California     | số 1         | D+10       | Dân chủ             |
| California     | số 2         | R+13       | Cộng hòa            |
| California     | số 3         | R+7        | Cộng hòa            |
| California     | số 4         | R+11       | Cộng hòa            |
| California     | số 5         | D+14       | Dân chủ             |
| California     | số 6         | D+21       | Dân chủ             |
| California     | số 7         | D+19       | Dân chủ             |
| California     | số 8         | D+36       | Dân chủ             |
| California     | số 9         | D+38       | Dân chủ             |
| California     | số 10        | D+9        | Dân chủ             |
| California     | số 11        | R+3        | Dân chủ             |
| California     | số 12        | D+22       | Dân chủ             |
| California     | số 13        | D+22       | Dân chủ             |
| California     | số 14        | D+18       | Dân chủ             |
| California     | số 15        | D+14       | Dân chủ             |
| California     | số 16        | D+16       | Dân chủ             |
| California     | số 17        | D+17       | Dân chủ             |
| California     | số 18        | D+3        | Dân chủ             |
| California     | số 19        | R+10       | Cộng hòa            |
| California     | số 20        | D+5        | Dân chủ             |
| California     | số 21        | R+13       | Cộng hòa            |
| California     | số 22        | R+16       | Cộng hòa            |
| California     | số 23        | D+9        | Dân chủ             |
| California     | số 24        | R+5        | Cộng hòa            |
| California     | số 25        | R+7        | Cộng hòa            |
| California     | số 26        | R+4        | Cộng hòa            |
| California     | số 27        | D+13       | Dân chủ             |
| California     | số 28        | D+25       | Dân chủ             |
| California     | số 29        | D+12       | Dân chủ             |
| California     | số 30        | D+20       | Dân chủ             |
| California     | số 31        | D+30       | Dân chủ             |
| California     | số 32        | D+17       | Dân chủ             |
| California     | số 33        | D+36       | Dân chủ             |
| California     | số 34        | D+23       | Dân chủ             |
| California     | số 35        | D+33       | Dân chủ             |
| California     | số 36        | D+11       | Dân chủ             |
| California     | số 37        | D+27       | Dân chủ             |
| California     | số 38        | D+20       | Dân chủ             |
| California     | số 39        | D+13       | Dân chủ             |
| California     | số 40        | R+8        | Cộng hòa            |
| California     | số 41        | R+9        | Cộng hòa            |
| California     | số 42        | R+10       | Cộng hòa            |
| California     | số 43        | D+13       | Dân chủ             |
| California     | số 44        | R+6        | Cộng hòa            |
| California     | số 45        | R+3        | Cộng hòa            |
| California     | số 46        | R+6        | Cộng hòa            |
| California     | số 47        | D+5        | Dân chủ             |
| California     | số 48        | R+8        | Cộng hòa            |
| California     | số 49        | R+10       | Cộng hòa            |
| California     | số 50        | R+5        | Cộng hòa            |
| California     | số 51        | D+7        | Dân chủ             |
| California     | số 52        | R+9        | Cộng hòa            |
| California     | số 53        | D+12       | Dân chủ             |
| Colorado       | 1st          | D+18       | Dân chủ             |
| Colorado       | 2nd          | D+8        | Dân chủ             |
| Colorado       | 3rd          | R+6        | Dân chủ             |
| Colorado       | 4th          | R+9        | Dân chủ             |
| Colorado       | 5th          | R+16       | Cộng hòa            |
| Colorado       | 6th          | R+10       | Cộng hòa            |
| Colorado       | 7th          | D+2        | Dân chủ             |
| Connecticut    | 1st          | D+14       | Dân chủ             |
| Connecticut    | 2nd          | D+8        | Dân chủ             |
| Connecticut    | 3rd          | D+12       | Dân chủ             |
| Connecticut    | 4th          | D+5        | Dân chủ             |
| Connecticut    | 5th          | D+4        | Dân chủ             |
| Delaware       | At-large     | D+7        | Cộng hòa            |
| Florida        | 1st          | R+19       | Cộng hòa            |
| Florida        | 2nd          | R+2        | Dân chủ             |
| Florida        | 3rd          | D+14       | Dân chủ             |
| Florida        | 4th          | R+14       | Cộng hòa            |
| Florida        | 5th          | R+5        | Cộng hòa            |
| Florida        | 6th          | R+8        | Cộng hòa            |
| Florida        | 7th          | R+4        | Cộng hòa            |
| Florida        | 8th          | R+3        | Dân chủ             |
| Florida        | 9th          | R+4        | Cộng hòa            |
| Florida        | 10th         | D+1        | Cộng hòa            |
| Florida        | 11th         | D+11       | Dân chủ             |
| Florida        | 12th         | R+5        | Cộng hòa            |
| Florida        | 13th         | R+4        | Cộng hòa            |
| Florida        | 14th         | R+10       | Cộng hòa            |
| Florida        | 15th         | R+4        | Cộng hòa            |
| Florida        | 16th         | R+2        | Cộng hòa            |
| Florida        | 17th         | D+35       | Dân chủ             |
| Florida        | 18th         | R+4        | Cộng hòa            |
| Florida        | 19th         | D+21       | Dân chủ             |
| Florida        | 20th         | D+18       | Dân chủ             |
| Florida        | 21st         | R+6        | Cộng hòa            |
| Florida        | 22nd         | D+4        | Dân chủ             |
| Florida        | 23rd         | D+29       | Dân chủ             |
| Florida        | 24th         | R+3        | Dân chủ             |
| Florida        | 25th         | R+4        | Cộng hòa            |
| Georgia        | 1st          | R+13       | Cộng hòa            |
| Georgia        | 2nd          | D+2        | Dân chủ             |
| Georgia        | 3rd          | R+18       | Cộng hòa            |
| Georgia        | 4th          | D+22       | Dân chủ             |
| Georgia        | 5th          | D+25       | Dân chủ             |
| Georgia        | 6th          | R+18       | Cộng hòa            |
| Georgia        | 7th          | R+18       | Cộng hòa            |
| Georgia        | 8th          | R+8        | Dân chủ             |
| Georgia        | 9th          | R+23       | Cộng hòa            |
| Georgia        | 10th         | R+13       | Cộng hòa            |
| Georgia        | 11th         | R+17       | Cộng hòa            |
| Georgia        | 12th         | D+5        | Dân chủ             |
| Georgia        | 13th         | D+10       | Dân chủ             |
| Hawaii         | 1st          | D+7        | Dân chủ             |
| Hawaii         | 2nd          | D+10       | Dân chủ             |
| Idaho          | 1st          | R+19       | Dân chủ             |
| Idaho          | 2nd          | R+19       | Cộng hòa            |
| Illinois       | 1st          | D+35       | Dân chủ             |
| Illinois       | 2nd          | D+35       | Dân chủ             |
| Illinois       | 3rd          | D+10       | Dân chủ             |
| Illinois       | 4th          | D+31       | Dân chủ             |
| Illinois       | 5th          | D+18       | Dân chủ             |
| Illinois       | 6th          | R+3        | Cộng hòa            |
| Illinois       | 7th          | D+35       | Dân chủ             |
| Illinois       | 8th          | R+5        | Dân chủ             |
| Illinois       | 9th          | D+20       | Dân chủ             |
| Illinois       | 10th         | D+4        | Cộng hòa            |
| Illinois       | 11th         | R+1        | Dân chủ             |
| Illinois       | 12th         | D+5        | Dân chủ             |
| Illinois       | 13th         | R+5        | Cộng hòa            |
| Illinois       | 14th         | R+5        | Dân chủ             |
| Illinois       | 15th         | R+6        | Cộng hòa            |
| Illinois       | 16th         | R+4        | Cộng hòa            |
| Illinois       | 17th         | D+5        | Dân chủ             |
| Illinois       | 18th         | R+5        | Cộng hòa            |
| Illinois       | 19th         | R+8        | Cộng hòa            |
| Indiana        | 1st          | D+8        | Dân chủ             |
| Indiana        | 2nd          | R+4        | Dân chủ             |
| Indiana        | 3rd          | R+16       | Cộng hòa            |
| Indiana        | 4th          | R+17       | Cộng hòa            |
| Indiana        | 5th          | R+20       | Cộng hòa            |
| Indiana        | 6th          | R+11       | Cộng hòa            |
| Indiana        | 7th          | D+9        | Dân chủ             |
| Indiana        | 8th          | R+9        | Dân chủ             |
| Indiana        | 9th          | R+7        | Dân chủ             |
| Iowa           | 1st          | D+5        | Dân chủ             |
| Iowa           | 2nd          | D+7        | Dân chủ             |
| Iowa           | 3rd          | D+1        | Dân chủ             |
| Iowa           | 4th          | D+0        | Cộng hòa            |
| Iowa           | 5th          | R+8        | Cộng hòa            |
| Kansas         | 1st          | R+20       | Cộng hòa            |
| Kansas         | 2nd          | R+7        | Cộng hòa            |
| Kansas         | 3rd          | R+4        | Dân chủ             |
| Kansas         | 4th          | R+12       | Cộng hòa            |
| Kentucky       | 1st          | R+10       | Cộng hòa            |
| Kentucky       | 2nd          | R+13       | Cộng hòa            |
| Kentucky       | 3rd          | D+2        | Dân chủ             |
| Kentucky       | 4th          | R+12       | Cộng hòa            |
| Kentucky       | 5th          | R+8        | Cộng hòa            |
| Kentucky       | 6th          | R+7        | Dân chủ             |
| Louisiana      | 1st          | R+18       | Cộng hòa            |
| Louisiana      | 2nd          | D+28       | Cộng hòa            |
| Louisiana      | 3rd          | R+5        | Dân chủ             |
| Louisiana      | 4th          | R+7        | Cộng hòa            |
| Louisiana      | 5th          | R+10       | Cộng hòa            |
| Louisiana      | 6th          | R+7        | Cộng hòa            |
| Louisiana      | 7th          | R+7        | Cộng hòa            |
| Maine          | 1st          | D+6        | Dân chủ             |
| Maine          | 2nd          | D+3        | Dân chủ             |
| Maryland       | 1st          | R+10       | Dân chủ             |
| Maryland       | 2nd          | D+8        | Dân chủ             |
| Maryland       | 3rd          | D+7        | Dân chủ             |
| Maryland       | 4th          | D+30       | Dân chủ             |
| Maryland       | 5th          | D+9        | Dân chủ             |
| Maryland       | 6th          | R+13       | Cộng hòa            |
| Maryland       | 7th          | D+25       | Dân chủ             |
| Maryland       | 8th          | D+20       | Dân chủ             |
| Massachusetts  | 1st          | D+15       | Dân chủ             |
| Massachusetts  | 2nd          | D+13       | Dân chủ             |
| Massachusetts  | 3rd          | D+13       | Dân chủ             |
| Massachusetts  | 4th          | D+19       | Dân chủ             |
| Massachusetts  | 5th          | D+11       | Dân chủ             |
| Massachusetts  | 6th          | D+11       | Dân chủ             |
| Massachusetts  | 7th          | D+19       | Dân chủ             |
| Massachusetts  | 8th          | D+33       | Dân chủ             |
| Massachusetts  | 9th          | D+15       | Dân chủ             |
| Massachusetts  | 10th         | D+9        | Dân chủ             |
| Michigan       | 1st          | R+2        | Dân chủ             |
| Michigan       | 2nd          | R+9        | Cộng hòa            |
| Michigan       | 3rd          | R+9        | Cộng hòa            |
| Michigan       | 4th          | R+4        | Cộng hòa            |
| Michigan       | 5th          | D+12       | Dân chủ             |
| Michigan       | 6th          | R+2        | Cộng hòa            |
| Michigan       | 7th          | R+2        | Dân chủ             |
| Michigan       | 8th          | R+2        | Cộng hòa            |
| Michigan       | 9th          | R+0        | Dân chủ             |
| Michigan       | 10th         | R+4        | Cộng hòa            |
| Michigan       | 11th         | R+1        | Cộng hòa            |
| Michigan       | 12th         | D+13       | Dân chủ             |
| Michigan       | 13th         | D+32       | Dân chủ             |
| Michigan       | 14th         | D+33       | Dân chủ             |
| Michigan       | 15th         | D+13       | Dân chủ             |
| Minnesota      | 1st          | R+1        | Dân chủ             |
| Minnesota      | 2nd          | R+3        | Cộng hòa            |
| Minnesota      | 3rd          | R+1        | Cộng hòa            |
| Minnesota      | 4th          | D+13       | Dân chủ             |
| Minnesota      | 5th          | D+21       | Dân chủ             |
| Minnesota      | 6th          | R+5        | Cộng hòa            |
| Minnesota      | 7th          | R+6        | Dân chủ             |
| Minnesota      | 8th          | D+4        | Dân chủ             |
| Mississippi    | 1st          | R+10       | Dân chủ             |
| Mississippi    | 2nd          | D+10       | Dân chủ             |
| Mississippi    | 3rd          | R+14       | Cộng hòa            |
| Mississippi    | 4th          | R+16       | Dân chủ             |
| Missouri       | 1st          | D+26       | Dân chủ             |
| Missouri       | 2nd          | R+9        | Cộng hòa            |
| Missouri       | 3rd          | D+8        | Dân chủ             |
| Missouri       | 4th          | R+11       | Dân chủ             |
| Missouri       | 5th          | D+12       | Dân chủ             |
| Missouri       | 6th          | R+5        | Cộng hòa            |
| Missouri       | 7th          | R+14       | Cộng hòa            |
| Missouri       | 8th          | R+11       | Cộng hòa            |
| Missouri       | 9th          | R+7        | Cộng hòa            |
| Montana        | At-large     | R+11       | Cộng hòa            |
| Nebraska       | 1st          | R+12       | Cộng hòa            |
| Nebraska       | 2nd          | R+9        | Cộng hòa            |
| Nebraska       | 3rd          | R+24       | Cộng hòa            |
| Nevada         | 1st          | D+9        | Dân chủ             |
| Nevada         | 2nd          | R+8        | Cộng hòa            |
| Nevada         | 3rd          | D+1        | Dân chủ             |
| New Hampshire  | 1st          | R+0        | Dân chủ             |
| New Hampshire  | 2nd          | D+3        | Dân chủ             |
| New Jersey     | 1st          | D+14       | Dân chủ             |
| New Jersey     | 2nd          | D+4        | Cộng hòa            |
| New Jersey     | 3rd          | D+3        | Dân chủ             |
| New Jersey     | 4th          | R+1        | Cộng hòa            |
| New Jersey     | 5th          | R+4        | Cộng hòa            |
| New Jersey     | 6th          | D+12       | Dân chủ             |
| New Jersey     | 7th          | R+1        | Cộng hòa            |
| New Jersey     | 8th          | D+12       | Dân chủ             |
| New Jersey     | 9th          | D+13       | Dân chủ             |
| New Jersey     | 10th         | D+34       | Dân chủ             |
| New Jersey     | 11th         | R+6        | Cộng hòa            |
| New Jersey     | 12th         | D+8        | Dân chủ             |
| New Jersey     | 13th         | D+23       | Dân chủ             |
| New Mexico     | 1st          | D+2        | Dân chủ             |
| New Mexico     | 2nd          | R+6        | Dân chủ             |
| New Mexico     | 3rd          | D+6        | Dân chủ             |
| New York       | 1st          | D+3        | Dân chủ             |
| New York       | 2nd          | D+8        | Dân chủ             |
| New York       | 3rd          | D+2        | Cộng hòa            |
| New York       | 4th          | D+9        | Dân chủ             |
| New York       | 5th          | D+18       | Dân chủ             |
| New York       | 6th          | D+38       | Dân chủ             |
| New York       | 7th          | D+28       | Dân chủ             |
| New York       | 8th          | D+28       | Dân chủ             |
| New York       | 9th          | D+14       | Dân chủ             |
| New York       | 10th         | D+41       | Dân chủ             |
| New York       | 11th         | D+40       | Dân chủ             |
| New York       | 12th         | D+34       | Dân chủ             |
| New York       | 13th         | D+1        | Dân chủ             |
| New York       | 14th         | D+26       | Dân chủ             |
| New York       | 15th         | D+43       | Dân chủ             |
| New York       | 16th         | D+43       | Dân chủ             |
| New York       | 17th         | D+21       | Dân chủ             |
| New York       | 18th         | D+10       | Dân chủ             |
| New York       | 19th         | R+1        | Dân chủ             |
| New York       | 20th         | R+3        | Dân chủ             |
| New York       | 21st         | D+9        | Dân chủ             |
| New York       | 22nd         | D+6        | Dân chủ             |
| New York       | 23rd         | R+0        | Cộng hòa            |
| New York       | 24th         | R+1        | Dân chủ             |
| New York       | 25th         | D+3        | Dân chủ             |
| New York       | 26th         | R+3        | Cộng hòa            |
| New York       | 27th         | D+7        | Dân chủ             |
| New York       | 28th         | D+15       | Dân chủ             |
| New York       | 29th         | R+5        | Dân chủ             |
| North Carolina | 1st          | D+9        | Dân chủ             |
| North Carolina | 2nd          | R+3        | Dân chủ             |
| North Carolina | 3rd          | R+15       | Cộng hòa            |
| North Carolina | 4th          | D+6        | Dân chủ             |
| North Carolina | 5th          | R+15       | Cộng hòa            |
| North Carolina | 6th          | R+17       | Cộng hòa            |
| North Carolina | 7th          | R+3        | Dân chủ             |
| North Carolina | 8th          | R+3        | Dân chủ             |
| North Carolina | 9th          | R+12       | Cộng hòa            |
| North Carolina | 10th         | R+15       | Cộng hòa            |
| North Carolina | 11th         | R+7        | Dân chủ             |
| North Carolina | 12th         | D+11       | Dân chủ             |
| North Carolina | 13th         | D+2        | Dân chủ             |
| North Dakota   | At-large     | R+13       | Dân chủ             |
| Ohio           | 1st          | R+1        | Dân chủ             |
| Ohio           | 2nd          | R+13       | Cộng hòa            |
| Ohio           | 3rd          | R+3        | Cộng hòa            |
| Ohio           | 4th          | R+14       | Cộng hòa            |
| Ohio           | 5th          | R+10       | Cộng hòa            |
| Ohio           | 6th          | D+0        | Dân chủ             |
| Ohio           | 7th          | R+6        | Cộng hòa            |
| Ohio           | 8th          | R+12       | Cộng hòa            |
| Ohio           | 9th          | D+9        | Dân chủ             |
| Ohio           | 10th         | D+8        | Dân chủ             |
| Ohio           | 11th         | D+33       | Dân chủ             |
| Ohio           | 12th         | R+1        | Cộng hòa            |
| Ohio           | 13th         | D+6        | Dân chủ             |
| Ohio           | 14th         | R+2        | Cộng hòa            |
| Ohio           | 15th         | R+1        | Dân chủ             |
| Ohio           | 16th         | R+4        | Dân chủ             |
| Ohio           | 17th         | D+14       | Dân chủ             |
| Ohio           | 18th         | R+6        | Dân chủ             |
| Oklahoma       | 1st          | R+13       | Cộng hòa            |
| Oklahoma       | 2nd          | R+5        | Dân chủ             |
| Oklahoma       | 3rd          | R+18       | Cộng hòa            |
| Oklahoma       | 4th          | R+13       | Cộng hòa            |
| Oklahoma       | 5th          | R+12       | Cộng hòa            |
| Oregon         | số 1         | D+6        | Dân chủ             |
| Oregon         | số 2         | R+11       | Cộng hòa            |
| Oregon         | số 3         | D+18       | Dân chủ             |
| Oregon         | số 4         | D+0        | Dân chủ             |
| Oregon         | số 5         | D+1        | Dân chủ             |
| Pennsylvania   | 1st          | D+36       | Dân chủ             |
| Pennsylvania   | 2nd          | D+39       | Dân chủ             |
| Pennsylvania   | 3rd          | R+2        | Dân chủ             |
| Pennsylvania   | 4th          | R+3        | Dân chủ             |
| Pennsylvania   | 5th          | R+10       | Cộng hòa            |
| Pennsylvania   | 6th          | D+2        | Cộng hòa            |
| Pennsylvania   | 7th          | D+4        | Dân chủ             |
| Pennsylvania   | 8th          | D+3        | Dân chủ             |
| Pennsylvania   | 9th          | R+15       | Cộng hòa            |
| Pennsylvania   | 10th         | R+8        | Dân chủ             |
| Pennsylvania   | 11th         | D+5        | Dân chủ             |
| Pennsylvania   | 12th         | D+5        | Dân chủ             |
| Pennsylvania   | 13th         | D+8        | Dân chủ             |
| Pennsylvania   | 14th         | D+22       | Dân chủ             |
| Pennsylvania   | 15th         | D+2        | Cộng hòa            |
| Pennsylvania   | 16th         | R+11       | Cộng hòa            |
| Pennsylvania   | 17th         | R+7        | Dân chủ             |
| Pennsylvania   | 18th         | R+2        | Cộng hòa            |
| Pennsylvania   | 19th         | R+12       | Cộng hòa            |
| Rhode Island   | 1st          | D+16       | Dân chủ             |
| Rhode Island   | 2nd          | D+13       | Dân chủ             |
| South Carolina | 1st          | R+10       | Cộng hòa            |
| South Carolina | 2nd          | R+9        | Cộng hòa            |
| South Carolina | 3rd          | R+14       | Cộng hòa            |
| South Carolina | 4th          | R+15       | Cộng hòa            |
| South Carolina | 5th          | R+6        | Dân chủ             |
| South Carolina | 6th          | D+11       | Dân chủ             |
| South Dakota   | At-large     | R+10       | Dân chủ             |
| Tennessee      | 1st          | R+14       | Cộng hòa            |
| Tennessee      | 2nd          | R+11       | Cộng hòa            |
| Tennessee      | 3rd          | R+8        | Cộng hòa            |
| Tennessee      | 4th          | R+3        | Dân chủ             |
| Tennessee      | 5th          | D+6        | Dân chủ             |
| Tennessee      | 6th          | R+4        | Dân chủ             |
| Tennessee      | 7th          | R+10       | Cộng hòa            |
| Tennessee      | 8th          | D+0        | Dân chủ             |
| Tennessee      | 9th          | D+16       | Dân chủ             |
| Texas          | 1st          | R+17       | Cộng hòa            |
| Texas          | 2nd          | R+12       | Cộng hòa            |
| Texas          | 3rd          | R+17       | Cộng hòa            |
| Texas          | 4th          | R+17       | Cộng hòa            |
| Texas          | 5th          | R+16       | Cộng hòa            |
| Texas          | 6th          | R+15       | Cộng hòa            |
| Texas          | 7th          | R+16       | Cộng hòa            |
| Texas          | 8th          | R+20       | Cộng hòa            |
| Texas          | 9th          | D+21       | Dân chủ             |
| Texas          | 10th         | R+13       | Cộng hòa            |
| Texas          | 11th         | R+25       | Cộng hòa            |
| Texas          | 12th         | R+14       | Cộng hòa            |
| Texas          | 13th         | R+25       | Cộng hòa            |
| Texas          | 14th         | R+14       | Cộng hòa            |
| Texas          | 15th         | D+3        | Dân chủ             |
| Texas          | 16th         | D+9        | Dân chủ             |
| Texas          | 17th         | R+18       | Dân chủ             |
| Texas          | 18th         | D+23       | Dân chủ             |
| Texas          | 19th         | R+25       | Cộng hòa            |
| Texas          | 20th         | D+8        | Dân chủ             |
| Texas          | 21st         | R+16       | Cộng hòa            |
| Texas          | 22nd         | R+15       | Cộng hòa            |
| Texas          | 23rd         | R+4        | Dân chủ             |
| Texas          | 24th         | R+15       | Cộng hòa            |
| Texas          | 25th         | D+1        | Dân chủ             |
| Texas          | 26th         | R+12       | Cộng hòa            |
| Texas          | 27th         | R+1        | Dân chủ             |
| Texas          | 28th         | R+1        | Dân chủ             |
| Texas          | 29th         | D+8        | Dân chủ             |
| Texas          | 30th         | D+26       | Dân chủ             |
| Texas          | 31st         | R+16       | Cộng hòa            |
| Texas          | 32nd         | R+11       | Cộng hòa            |
| Utah           | 1st          | R+22       | Cộng hòa            |
| Utah           | 2nd          | R+17       | Dân chủ             |
| Utah           | 3rd          | R+26       | Cộng hòa            |
| Vermont        | At-large     | D+9        | Dân chủ             |
| Virginia       | 1st          | R+9        | Cộng hòa            |
| Virginia       | 2nd          | R+6        | Dân chủ             |
| Virginia       | 3rd          | D+18       | Dân chủ             |
| Virginia       | 4th          | R+5        | Cộng hòa            |
| Virginia       | 5th          | R+6        | Dân chủ             |
| Virginia       | 6th          | R+11       | Cộng hòa            |
| Virginia       | 7th          | R+11       | Cộng hòa            |
| Virginia       | 8th          | D+14       | Dân chủ             |
| Virginia       | 9th          | R+7        | Dân chủ             |
| Virginia       | 10th         | R+5        | Cộng hòa            |
| Virginia       | 11th         | R+1        | Dân chủ             |
| Washington     | 1st          | D+7        | Dân chủ             |
| Washington     | 2nd          | D+3        | Dân chủ             |
| Washington     | 3rd          | D+0        | Dân chủ             |
| Washington     | 4th          | R+13       | Cộng hòa            |
| Washington     | 5th          | R+7        | Cộng hòa            |
| Washington     | 6th          | D+6        | Dân chủ             |
| Washington     | 7th          | D+30       | Dân chủ             |
| Washington     | 8th          | D+2        | Cộng hòa            |
| Washington     | 9th          | D+6        | Dân chủ             |
| West Virginia  | 1st          | R+6        | Dân chủ             |
| West Virginia  | 2nd          | R+5        | Cộng hòa            |
| West Virginia  | 3rd          | D+0        | Dân chủ             |
| Wisconsin      | 1st          | R+2        | Cộng hòa            |
| Wisconsin      | 2nd          | D+13       | Dân chủ             |
| Wisconsin      | 3rd          | D+3        | Dân chủ             |
| Wisconsin      | 4th          | D+20       | Dân chủ             |
| Wisconsin      | 5th          | R+12       | Cộng hòa            |
| Wisconsin      | 6th          | R+5        | Cộng hòa            |
| Wisconsin      | 7th          | D+2        | Dân chủ             |
| Wisconsin      | 8th          | R+4        | Dân chủ             |
| Wyoming        | At-large     | R+19       | Cộng hòa            |

| Tiểu bang            | Chỉ số PVI | Đảng trong Thượng viện |
| -------------------- | ---------- | ---------------------- |
| Alabama              | R+8        | Cộng hòa               |
| Alaska               | R+14       | Cả hai                 |
| Arizona              | R+1        | Cộng hòa               |
| Arkansas             | R+3        | Dân chủ                |
| California           | D+6        | Dân chủ                |
| Colorado             | R+1        | Dân chủ                |
| Connecticut          | D+9        | Dân chủ                |
| Delaware             | D+7        | Dân chủ                |
| District of Columbia | D+39       | n/a                    |
| Florida              | D+1        | Cả hai                 |
| Georgia              | R+6        | Cộng hòa               |
| Hawaii               | D+9        | Dân chủ                |
| Idaho                | R+19       | Cộng hòa               |
| Illinois             | D+9        | Dân chủ                |
| Indiana              | R+7        | Cả hai                 |
| Iowa                 | D+1        | Cả hai                 |
| Kansas               | R+11       | Cộng hòa               |
| Kentucky             | R+8        | Cộng hòa               |
| Louisiana            | R+4        | Cả hai                 |
| Maine                | D+5        | Cộng hòa               |
| Maryland             | D+10       | Dân chủ                |
| Massachusetts        | D+15       | Dân chủ                |
| Michigan             | D+4        | Dân chủ                |
| Minnesota            | D+3        | Dân chủ                |
| Mississippi          | R+7        | Cộng hòa               |
| Missouri             | R+1        | Cả hai                 |
| Montana              | R+11       | Dân chủ                |
| Nebraska             | R+15       | Cả hai                 |
| Nevada               | D+1        | Cả hai                 |
| New Hampshire        | D+2        | Cả hai                 |
| New Jersey           | D+9        | Dân chủ                |
| New Mexico           | D+1        | Dân chủ                |
| New York             | D+15       | Dân chủ                |
| North Carolina       | R+5        | Cả hai                 |
| North Dakota         | R+13       | Dân chủ                |
| Ohio                 | R+0        | Cả hai                 |
| Oklahoma             | R+12       | Cộng hòa               |
| Oregon               | D+3        | Dân chủ                |
| Pennsylvania         | D+3        | Cả hai                 |
| Rhode Island         | D+15       | Dân chủ                |
| South Carolina       | R+7        | Cộng hòa               |
| South Dakota         | R+10       | Cả hai                 |
| Tennessee            | R+3        | Cộng hòa               |
| Texas                | R+8        | Cộng hòa               |
| Utah                 | R+22       | Cộng hòa               |
| Vermont              | D+8        | Dân chủ                |
| Virginia             | R+3        | Dân chủ                |
| Washington           | D+4        | Dân chủ                |
| West Virginia        | R+4        | Dân chủ                |
| Wisconsin            | D+2        | Dân chủ                |
| Wyoming              | R+19       | Cộng hòa               |